# Велика Илова Гора
Велика Илова Гора (словен. Velika Ilova Gora) насељено место у општини Гросупље, централна Словенија, покрајина Долењска. Општина припада регији Средишња Словенија.
Налази се на надморској висини 538,6 м, површине 2,41 км². Приликом пописа становништва 2002. године насеље је имало 70 становника.

## Културно наслеђе
Локална црква посвећена Светој Тројици припада парохији Копањ. Први пут се помиње у писаним изворима из 1433. и доградљом укасније у 17. и 19. веку..